# Radomscy kuratorzy oświaty

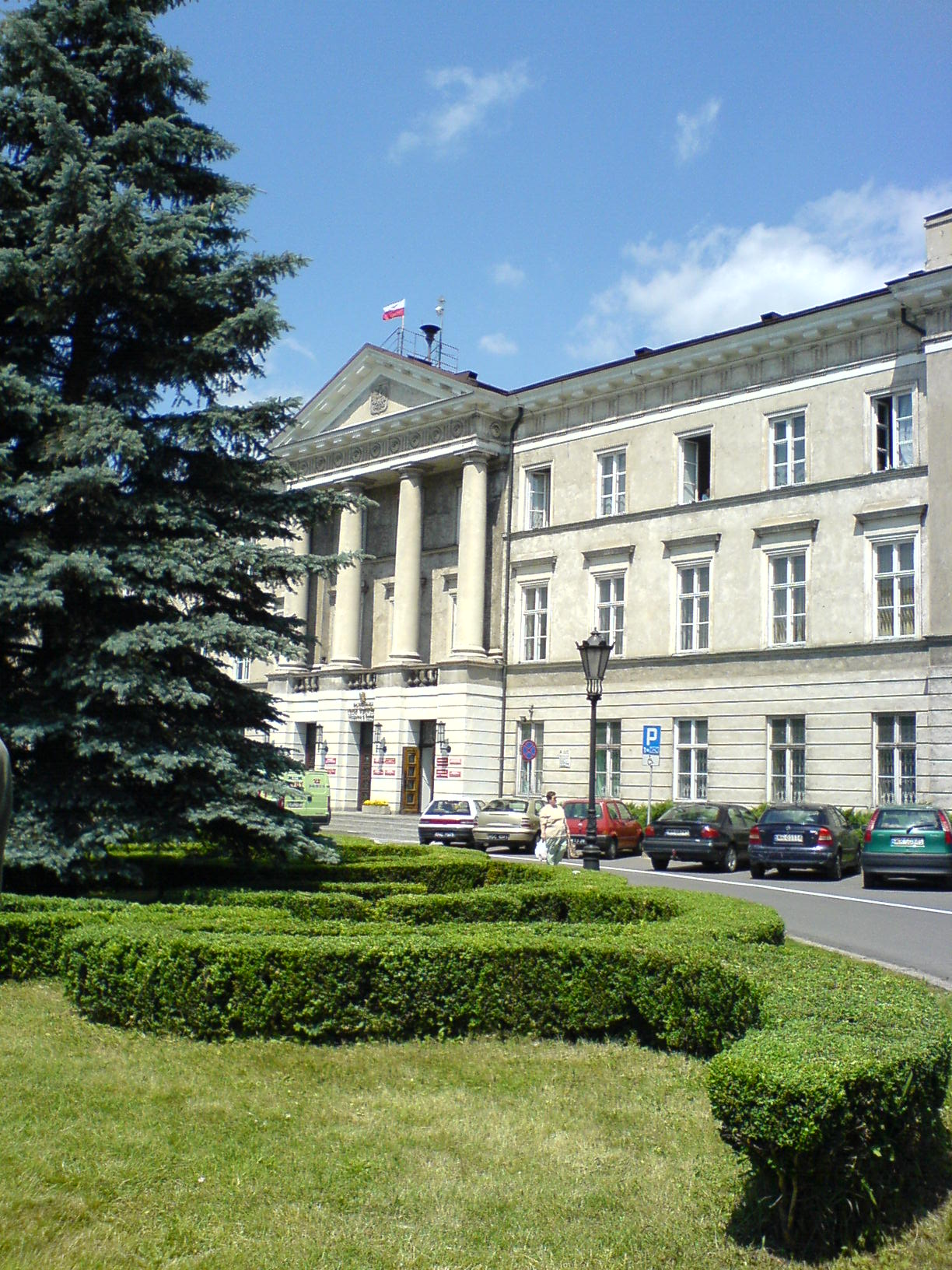
Dawna siedziba radomskich kuratorów oświaty, ul. Żeromskiego 53

Radomscy kuratorzy oświaty – lista kuratorów Kuratorium Oświaty i Wychowania w Radomiu w okresie istnienia województwa radomskiego, tj. w latach 1975–1998.

## Kuratorzy radomskiego KO
- 1986–1991: Danuta Grabowska (PZPR, SLD; od 1993 wiceminister edukacji)
- 1991–1992: Stanisław Kozioł
- 1992–1994: Krystyna Dzierżanowska (z jej inicjatywy powstało Kolegium Nauczycielskie w Radomiu)
- 1994–1998: Kazimierz Rutkowski
- 1998: Bogusław Tundzios (ostatni w historii kurator oświaty w Radomiu)

## Radomscy inspektorzy szkolni II RP
- ks. Jan Gralewski (potem inspektor krajowy w Ministerstwie WRiOP)
- 1918–1923: Marian Pęczalski (potem wizytator w Kuratorium Okręgu Szkolnego Warszawskiego)
- 1923: Roman Bień (nie objął obowiązków z powodu choroby)
- 1923-1924: Józef Sobiecki
- 1924: Tadeusz Chlewski (polityk PSL "Wyzwolenie", członek Zarządu ZHP)
- 1924-1925: Marian Pęczalski (potem wizytator w Kuratorium Okręgu Szkolnego Warszawskiego)
- 1925-1927: Tadeusz Chlewski
- 1927-1928: Wacław Płużański (potem wizytator w Kuratorium Okręgu Szkolnego Wileńskiego)
- 1928-1934: Tadeusz Chlewski (od sierpnia 1934 inspektor szkolny w Miechowie)
- 1934-1935: p.o. Władysław Chmielowiec
- 1935-1939: Wacław Gawski

## Szefowie radomskiej delegatury mazowieckiego KO
- 2002–2003: Marian Popis
- 2003-?: Barbara Skałbania
- ?-2006: Marek Sternalski
- 2006-2008: Edyta Wójcik
- 2008- Dorota Sokołowska